# 荻野真理
荻野 真理（おぎの まり）は、日本のラジオパーソナリティ。FM茶笛の元DJ兼ディレクター。入間ケーブルテレビの「チャンネル あい」のキャスター。
株式会社ゴッデス・エンターテイメントに所属。糖質オフアドバイザーの資格を有しラジオなどで活躍中。

## 経歴
埼玉県出身。
専門学校卒業後、イギリスへ留学。帰国後、大手人材派遣会社へ入社。その後、コミュニティ放送局　FM茶笛（チャッピー77.7MHz）へ転職し、営業件ラジオパーソナリティとして番組やレポーター、CMナレーションなどを行う。退職後フリーアナウンサーとして現在に至る。
2014年お笑い芸人のなべやかんと入籍。
J:COM 横浜CH11の「神奈川ご当地愛 対決!サタデーファイトフィーバー」では、夫なべやかんのライバルなべおかんとして奮闘した。

## 担当番組
- 『気ままにティータイム』（FM茶笛、2005年 - 2009年）
- 『サタデーファイトフィーバー』（J-com、2014年 - 2015年）
- 『ドロンズ石本の　メロータッチ』（FM茶笛、2011年 - ）
- 『なべやかんのJスマイルライフ』（FM茶笛、2014年 - ）
- 『ニュースいるま』（入間ケーブルテレビ、2017年 - ）
- 『なべやかんのブヒブヒスパークタイム』（エフエム世田谷、2021年1月 - ）

## 出演

### テレビ
- 芸能人対抗!家族のキズナ歌合戦（BS日テレ）

### イベント
- 清水ミチコのトーク&ライブ - MC
- モロッコの夕べ - MC
- 赤レンガ倉庫メキシコフェスティバル - MC
- 横浜シンボルタワー祭り - MC
- 入間ケーブルテレビ婚活パーティー - MC